# America (альбом)
America — п'ятий студійний альбом американського гурту Thirty Seconds to Mars, представлений 6 квітня 2018 року лейблом Interscope; перший альбом гурту за п'ять років після релізу Love, Lust, Faith and Dreams у 2013 році.

## Підґрунтя
Thirty Seconds to Mars представили свій попередній альбом у травні 2013 року. Ця платівка, продюсером якої став Джаред Лето та Стів Ліллівайт, відзначила зміну у звучанні гурту від альтернативного року, який можна було почути у A Beautiful Lie (2005) та This Is War (2009), до експериментальнішого електронного звучання. 2014 року гурт завершив співпрацю із лейблом Virgin та почав працювати із Interscope.
Гурт розпочав підготовку до роботи над новим звучанням у листопаді 2015 року, коли Лето висловив своє бажання експериментувати та досліджувати нові музичні стилі. Також Джаред Лето розпочав роботу над документальним фільмом «A Day in the Life of America», який був задуманий як спільна частина п'ятого альбому гурту. Фільм містить надіслані людьми сцени із власного життя, зняті 4 липня 2017 року, у День незалежності США; вихід фільму заплановано на 2018 рік. Після цього гурт розпочав промотур разом із Muse і PVRIS, який став одним із найбільш прибуткових турів у Північній Америці у 2017 році.
Під час туру Thirty Seconds to Mars анонсували дебютний сингл альбому — композицію «Walk on Water». Критики зауважили дещо політичний підтекст у словах пісні, причиною якого стало обрання Дональда Трампа президентом США. Завдяки цій композиції гурт здобув нагороду MTV Europe Music Awards («найкраща альтернативна пісня»). У промові під час нагородження Джаред Лето висловився щодо міграційної політики Трампа: «Ми — американці, нащадки іммігрантів, і ми хочемо сказати вам „ласкаво просимо“ із відкритими обіймами та відкритими серцями, і ми любимо вас».

## Просування
22 серпня 2017 року Interscope представив сингл «Walk on Water» як дебютний сингл тоді ще неанонсованого п'ятого студійного альбому гурту. Вперше дана композиція була виконана наживо 27 серпня на церемонії нагородження MTV Video Music Award із Тревісом Скоттом як спеціальним гостем. Музичне відео було представлено на каналі Vevo 8 листопада 2017 року, у якому можна побачити кадри із документального фільму «A Day in the Life of America». «Dangerous Night» — другий сингл платівки — було представлено 25 січня 2018 року, після його прем'єри на шоу радіо «Beats 1» у Лондоні. В цей же день пісню було представлено наживо у «Пізньому шоу із Стівеном Кольбером».
Анонс платівки «America» відбувся у лютому 2018 року під прихованою назвою, разом із північноамериканською частиною «The Monolith» туру. Квитки на цю та раніше анонсовану європейську частину туру продавались із копією альбому, яку повинні були доставити вже після релізу 6 квітня 2018 року. Офіційний анонс альбому відбувся 22 березня 2018 року. Разом із анонсом стартувала рекламна кампанія для просування «America» (білборди та постери у стилі обкладинки платівки було розміщено поблизу визначних місць: на бульварі Сансет у Лос-Анджелесі, на Таймс-Сквер у Нью-Йорку, та поблизу виходів із метро у Лондоні.

## Пакування
Творчий посил та дизайн альбому було розроблено Вілло Перроном та Джаредом Лето. Обкладинка платівки представлена у багатьох варіантах; на ній зображено слова, які відображають теми пісень альбому. «Thirty Seconds to Mars» запустили вебсайт, на якому можна згенерувати власний варіант обкладинки у оригінальному стилі. Джаред Лето пояснив суть цієї роботи наступним чином: «Для мене цей список слів як часова капсула. Кожне окреме слово може дивувати, розважати чи провокувати, проте всі вони разом дають нам певне відчуття культури, частиною якої ми є та часу, у якому живемо».

## Список композицій
| #     | Назва                                | Тривалість |
| ----- | ------------------------------------ | ---------- |
| 1.    | «Walk on Water»                      | 3:05       |
| 2.    | «Dangerous Night»                    | 3:19       |
| 3.    | «Rescue Me»                          | 3:37       |
| 4.    | «One Track Mind» (за уч. ASAP Rocky) | 4:20       |
| 5.    | «Monolith»                           | 1:38       |
| 6.    | «Love Is Madness» (за уч. Голзі)     | 3:54       |
| 7.    | «Great Wide Open»                    | 4:49       |
| 8.    | «Hail to the Victor»                 | 3:22       |
| 9.    | «Dawn Will Rise»                     | 3:57       |
| 10.   | «Remedy»                             | 3:17       |
| 11.   | «Live Like a Dream»                  | 4:06       |
| 12.   | «Rider»                              | 2:58       |
| 42:22 |                                      |            |

| Делюкс видання | Делюкс видання                         | Делюкс видання |
| #              | Назва                                  | Тривалість     |
| -------------- | -------------------------------------- | -------------- |
| 13.            | «Walk on Water» (акустична версія)     | 3:08           |
| 14.            | «Walk on Water» (R3hab ремікс)         | 2:41           |
| 15.            | «Dangerous Night» (Cheat Codes ремікс) | 3:02           |
| 51:13          |                                        |                |